# Premi Robert 1986
La 3ª edizione dei Premi Robert si è svolta a Copenaghen nel 1986.

## Vincitori
- Miglior film: Diavoli volanti (De flyvende djævle)
- Miglior attore protagonista: Reine Brynolfsson - Ofelia kommer til byen
- Miglior attrice protagonista: Stine Bierlich - Ofelia kommer til byen
- Miglior attore non protagonista: Flemming Jørgensen - Ofelia kommer til byen
- Miglior attrice non protagonista: Kirsten Olesen - Elise
- Miglior sceneggiatura: Jon Bang Carlsen - Ofelia kommer til byen
- Miglior fotografia: Mikael Salomon -  Diavoli volanti (De flyvende djævle)
- Miglior montaggio: Kasper Schyberg - Diavoli volanti (De flyvende djævle)
- Miglior scenografia: Henning Bahs  - Johannes' hemmelighed
- Migliori costumi: Evelyn Olsson e Jette Termann - Hodja fra Pjort
- Miglior musica: Kasper Winding - Diavoli volanti (De flyvende djævle)
- Miglior sonoro: Niels Arild e Niels Bokkenheuser - Diavoli volanti (De flyvende djævle)
- Migliori effetti speciali: Peter Høimark e Peter Klitgaard - Hodja fra Pjort
- Miglior film straniero: Falsk som vatten, regia di Hans Alfredson
- Miglior cortometraggio/documentario: De tavse piger, regia di Anne Wivel e Arne Bro
- Premio Robert onorario: Erik Rasmussen